# 瓦格希斯·佩伊亞皮利
瓦格希斯·佩伊亞皮利（英語：Varghese Payyappilly，1876年8月8日—1929年10月5日），又稱佩伊亞皮利·瓦格希斯·卡塔納爾（Payyappilly Varghese Kathanar），是來自印度喀拉拉邦的敘利亞-瑪拉巴禮教士，也是濟貧修女會的創辦人。他於2018年4月14日被教宗方濟各宣佈為可敬者。

## 家族
卡塔納爾於1876年8月8日出生，原名昆朱瓦魯（Kunjuvaru），父親是佩伊亞皮利·洛南（Payyappilly Lonan），母親是昆朱瑪麗姆（Kunjumariam），出生於泰瓦拉佩魯曼諾（Perumanoor）的佩伊亞皮利·納斯拉尼（Payyappilly Nasrani）家族帕拉卡皮利（Palakkappilly）支系。佩伊亞皮利是印度一個古老的聖多馬基督徒家族，在一世紀時曾接受使徒多馬的洗禮。佩伊亞皮利一詞譯為「美麗的建築物」或「美麗的房子」，源自敘利亞語 ܦܐܝܐ / Payya「美麗、光芒四射」，以及馬拉雅拉姆語 പിള്ളി / Pilly，是 പള്ളി / Pally 的變體，意為「教堂、建築物」。瑪莉·絲琳·佩伊亞皮利是佩伊亞皮利家族的另一位神僕。

## 生平
佩伊亞皮利在佩魯曼諾的教區學校和埃納庫拉姆的聖艾伯特學校接受教育。他在普坦普利（Puthenpally）的曼加拉普扎神學院和斯里蘭卡康提的教皇神學院接受宗教訓練。他於1907年12月21日被按立為神父，被稱為佩伊亞皮利·瓦格希斯·卡塔納爾。他在阿洛伊修斯·帕哲帕蘭比爾的指導下學習敘利亞語。
佩伊亞皮利曾在卡達馬克庫德伊（1909年—1911年）、阿蘭加德（1911年—1913年）和阿拉庫扎（1920年—1922年）擔任教區牧師。在阿拉庫扎聖瑪利敘利亞-瑪拉巴禮大主教會任職期間，他在該處開辦了聖瑪麗高等中學。他的努力改變了教區，幫助解決了許多長期存在的家庭問題。他為教堂購買了一些土地，從而使教堂能夠自給自足。他還在主中央路購買了 12 英畝（49,000平方公尺）的土地，用於建造米昆南聖若瑟敘利亞-瑪拉巴禮天主教堂。
他在1913年至1920年和1922年至1929年間擔任特拉凡哥爾阿魯法聖瑪麗中學的校長。據當時的學生約瑟夫·帕雷卡提爾所說，在瓦格希斯·卡塔納爾任職期間，這所學校是牧師聖召的溫床。
佩伊亞皮利曾擔任教區委員會成員、使徒聯盟主任及牧師公積金主任。他是一位很好的調解員，人們都會向他尋求問題的解決方法。他受到教會權威的尊崇，同樣也受到教育部門官員和政府官員的尊崇。他對窮人和受苦者的關心和愛護，尤其是他在1924年幫助洪水災民的方式，更是備受注目。他將他的堂區轉變為無家可歸者的中心，並將聖瑪利高中變成受苦人的收容所，還用租來的船為他們運送食物。

## 濟貧修女會
1927年3月19日，佩伊亞皮利在楚南加姆維利（Chunangamvely）成立了濟貧修女會。這個組織旨在延續他所認為的基督在窮人中的救贖使命。他發現被遺棄的人，將他們帶到老人之家的庇護所，並護理他們。濟貧修女會原名為貧窮小修女會（Little Sisters of the Poor），但在 1933 年改名為濟貧修女會，以免與另一個有相同名稱的會眾混淆。

## 逝世

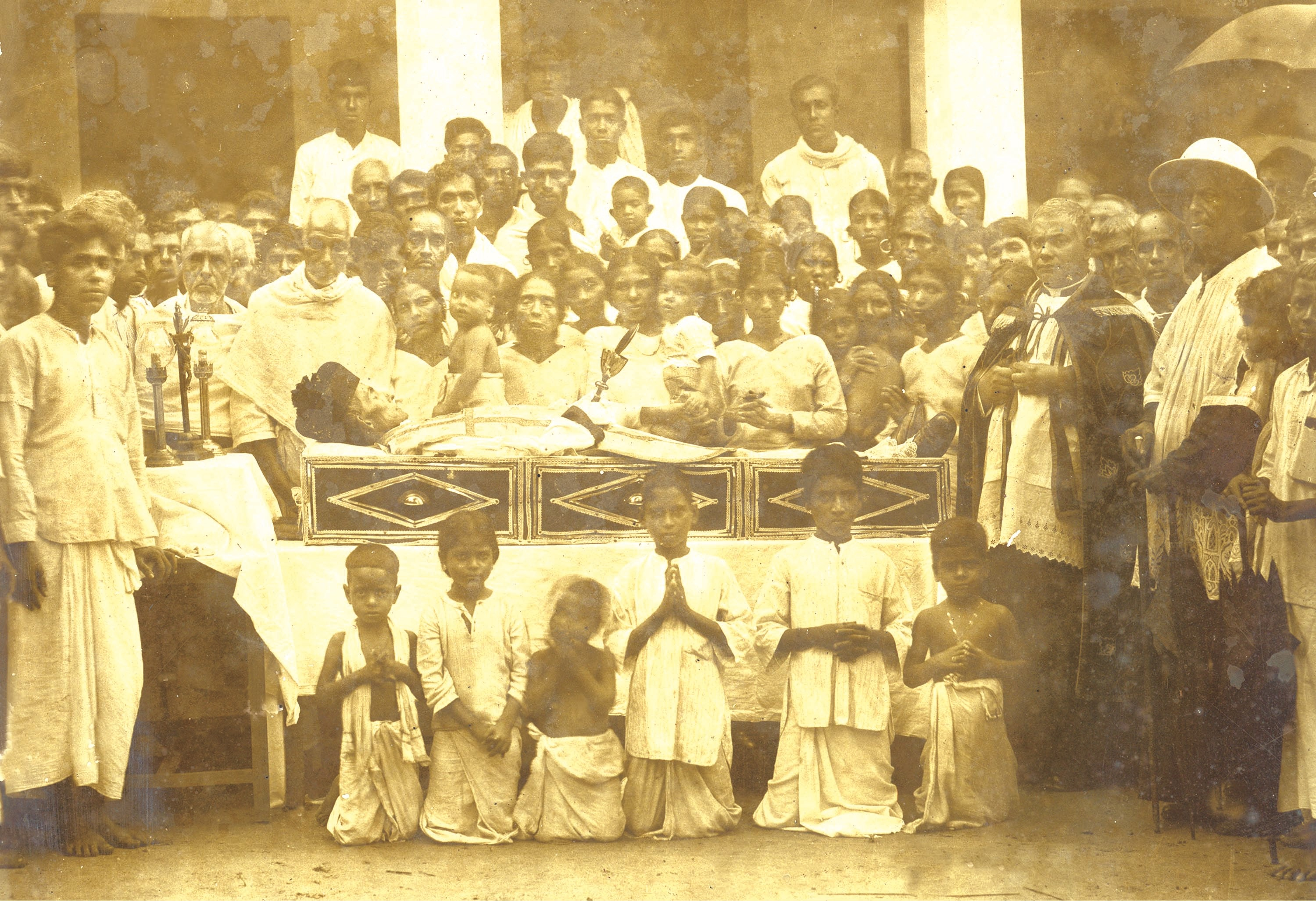
佩伊亞皮利·瓦格希斯·卡塔納爾於1929年10月6日的葬禮

佩伊亞皮利於1929年9月病倒，最後被送進醫院。他於1929年10月5日死於傷寒，葬於康祖魯提（Konthuruthy）的聖約翰尼普賽敘利亞-瑪拉巴禮天主教會。

## 封聖階段

### 神僕
佩伊亞皮利的披聖事業於2009年8月25日啟動。2009年9月6日，敘利亞-瑪拉巴禮天主教會大主教瓦爾基·維泰亞提爾宣佈他為神僕。

### 可敬者
2011年2月，他的遺骸被發掘、鑒定並移至新墓。為研究Sr. Mercina透過佩伊亞皮利的代禱而神奇痊癒而成立的奇蹟法庭於2012年5月結束，大主教管區法庭於2012年11月結束。他的個案已提交羅馬聖徒事業部，教宗方濟各於2018年4月14日宣佈他為「可敬者」。